# 14366 Wilhelmraabe
A 14366 Wilhelmraabe (ideiglenes jelöléssel 1988 RX3) a Naprendszer kisbolygóövében található aszteroida. Freimut Börngen fedezte fel 1988. szeptember 8-án.